# Ethiopië op de Olympische Spelen
Ethiopië is een van de landen die deelneemt aan de Olympische Spelen. Ethiopië debuteerde op de Zomerspelen van 1956. Vijftig jaar later, in 2006, kwam het voor het eerst uit op de Winterspelen.
In Parijs deed Ethiopië voor de vijftiende keer mee aan de Zomerspelen, in 2010 voor de tweede -en voorlopig laatste- keer aan de Winterspelen. Er werden in totaal 62 medailles (24-15-23) gewonnen, alle op de Zomerspelen.

## Medailles en deelnames

### Winterspelen
De enige deelnemer op de Winterspelen was de langlaufer Robel Teklemariam. Op de Spelen van 2006 nam deel aan de 15 km klassieke stijl en eindigde op de 83e plaats. Op de Spelen van 2010 nam hij deel aan de 15 km vrije stijl waar hij op de 93e plaats eindigde.

### Overzicht
De tabel geeft een overzicht van de jaren waarin werd deelgenomen, het aantal gewonnen medailles en de eventuele plaats in het medailleklassement.
| Zomerspelen | Zomerspelen | Zomerspelen | Zomerspelen | Zomerspelen | Zomerspelen |        | Winterspelen | Winterspelen | Winterspelen | Winterspelen | Winterspelen | Winterspelen |
| Jaar        | Goud        | Zilver      | Brons       | Totaal      | Rang        | Jaar   | Goud         | Zilver       | Brons        | Totaal       | Rang         |              |
| 1956        | 0           | 0           | 0           | 0           | -           | 1956   | -            | -            | -            | -            | -            |              |
| 1960        | 1           | 0           | 0           | 1           | 21          | 1960   | -            | -            | -            | -            | -            |              |
| 1964        | 1           | 0           | 0           | 1           | 24          | 1964   | -            | -            | -            | -            | -            |              |
| 1968        | 1           | 1           | 0           | 2           | 25          | 1968   | -            | -            | -            | -            | -            |              |
| 1972        | 0           | 0           | 2           | 2           | 41          | 1972   | -            | -            | -            | -            | -            |              |
| 1976        | -           | -           | -           | -           | -           | 1976   | -            | -            | -            | -            | -            |              |
| 1980        | 2           | 0           | 2           | 4           | 17          | 1980   | -            | -            | -            | -            | -            |              |
| 1984        | -           | -           | -           | -           | -           | 1984   | -            | -            | -            | -            | -            |              |
| 1988        | -           | -           | -           | -           | -           | 1988   | -            | -            | -            | -            | -            |              |
| 1992        | 1           | 0           | 2           | 3           | 33          | 1992   | -            | -            | -            | -            | -            |              |
| 1996        | 2           | 0           | 1           | 3           | 34          | 1994   | -            | -            | -            | -            | -            |              |
| 2000        | 4           | 1           | 3           | 8           | 20          | 1998   | -            | -            | -            | -            | -            |              |
| 2004        | 2           | 3           | 2           | 7           | 28          | 2002   | -            | -            | -            | -            | -            |              |
| 2008        | 4           | 2           | 1           | 7           | 17          | 2006   | 0            | 0            | 0            | 0            | -            |              |
| 2012        | 3           | 2           | 3           | 8           | 24          | 2010   | 0            | 0            | 0            | 0            | -            |              |
| 2016        | 1           | 2           | 5           | 8           | 44          | 2014   | -            | -            | -            | -            | -            |              |
| 2020        | 1           | 1           | 2           | 4           | 56          | 2018   | -            | -            | -            | -            | -            |              |
| 2024        | 1           | 3           | 0           | 4           | 47          | 2022   | -            | -            | -            | -            | -            |              |
| Totaal      | 24          | 15          | 23          | 62          |             | Totaal | 0            | 0            | 0            | 0            |              |              |
| Tot. Z+W    | 24          | 15          | 23          | 62          |             |        |              |              |              |              |              |              |

Afghanistan · Albanië · Algerije · Amerikaans-Samoa · Amerikaanse Maagdeneilanden · Andorra · Angola · Antigua en Barbuda · Argentinië · Armenië · Aruba · Australië · Azerbeidzjan · Bahama's · Bahrein · Bangladesh · Barbados · België · Belize · Benin · Bermuda · Bhutan · Bolivia · Bosnië en Herzegovina · Botswana · Brazilië · Britse Maagdeneilanden · Brunei · Bulgarije · Burkina Faso · Burundi · Cambodja · Canada · Centraal-Afrikaanse Republiek · Chili · China · Chinees Taipei · Colombia · Comoren · Congo-Brazzaville · Congo-Kinshasa · Cookeilanden · Costa Rica · Cuba · Cyprus · Denemarken · Djibouti · Dominica · Dominicaanse Republiek · Duitsland · Ecuador · Egypte · El Salvador · Equatoriaal-Guinea · Eritrea · Estland · Ethiopië · Fiji · Filipijnen · Finland · Frankrijk · Gabon · Gambia · Georgië · Ghana · Grenada · Griekenland · Groot-Brittannië · Guam · Guatemala · Guinee · Guinee-Bissau · Guyana · Haïti · Honduras · Hongarije · Hongkong · Ierland · IJsland · India · Indonesië · Irak · Iran · Israël · Italië · Ivoorkust · Jamaica · Japan · Jemen · Jordanië · Kaaimaneilanden · Kaapverdië · Kameroen · Kazachstan · Kenia · Kirgizië · Kiribati · Koeweit · Kosovo · Kroatië · Laos · Lesotho · Letland · Libanon · Liberia · Libië · Liechtenstein · Litouwen · Luxemburg · Madagaskar · Malawi · Malediven · Maleisië · Mali · Malta · Marokko · Marshalleilanden · Mauritanië · Mauritius · Mexico · Micronesië · Moldavië · Monaco · Mongolië · Montenegro · Mozambique · Myanmar · Namibië · Nauru · Nederland · Nepal · Nicaragua · Nieuw-Zeeland · Niger · Nigeria · Noord-Korea · Noord-Macedonië · Noorwegen · Oeganda · Oekraïne · Oezbekistan · Oman · Oost-Timor · Oostenrijk · Pakistan · Palau · Palestina · Panama · Papoea-Nieuw-Guinea · Paraguay · Peru · Polen · Portugal · Puerto Rico · Qatar · Roemenië · Rusland · Rwanda · Saint Kitts en Nevis · Saint Lucia · Saint Vincent en de Grenadines · Salomonseilanden · Samoa · San Marino · Saoedi-Arabië · Sao Tomé en Principe · Senegal · Servië · Seychellen · Sierra Leone · Singapore · Slovenië · Slowakije · Somalië · Spanje · Sri Lanka · Soedan · Suriname · Swaziland · Syrië · Tadzjikistan · Tanzania · Thailand · Togo · Tonga · Trinidad en Tobago · Tsjaad · Tsjechië · Tunesië · Turkije · Turkmenistan · Tuvalu · Uruguay · Vanuatu · Venezuela · Verenigde Arabische Emiraten · Verenigde Staten · Vietnam · Wit-Rusland · Zambia · Zimbabwe · Zuid-Afrika · Zuid-Korea · Zuid-Soedan · Zweden · Zwitserland
Historische landen: Bohemen · Bondsrepubliek Duitsland · Brits-Indië · Duitse Democratische Republiek · Joegoslavië · Malaya · Nederlandse Antillen · Noord-Borneo · Noord-Jemen · Saarland · Servië en Montenegro · Sovjet-Unie · Tsjecho-Slowakije · West-Indische Federatie · Zuid-Jemen
Bijzondere deelnames: Onafhankelijke olympische atleten · Vluchtelingenteam 
 Australazië · Duits Eenheidsteam · Gemengd team · Gezamenlijk Team